# Scutopus megaradulatus
Scutopus megaradulatus är en blötdjursart som beskrevs av Luitfried von Salvini-Plawen 1972. Scutopus megaradulatus ingår i släktet Scutopus och familjen Limifossoridae. Inga underarter finns listade i Catalogue of Life.